# Décimo Voo Experimental da SpaceX Starship
O Décimo Voo Experimental da SpaceX Starship (Integrated Flight Test 10, ou IFT-10) será o décimo teste de voo de um veículo de lançamento SpaceX Starship. A Starship 37 e o Booster 16 voarão neste voo de teste.  Desde abril de 2025, pouco se sabe sobre o perfil de voo. Devido a incidentes, um pouso com captura na Starbase é possível.
O lançamento estava inicialmente programado para Junho de 2025, porém o programa atrasou devido a perda da S36. A nova data planejada para o lançamento é no dia 24 de Agosto de 2025. 

## Contexto

### Testes de veículos antes do lançamento
Inicialmente, a SpaceX planejava usar a S36, que foi montada no Mega Bay 2 durante fevereiro e março de 2025.  O veículo foi levado para o campo de teste Massey's para testes criogênicos em 26 de abril,  e realizou um teste criogênico completo no dia seguinte.  Depois, foi levado de volta para Mega Bay 2 para instalação do motor em 29 de abril. 
O S36 foi levado no local de testes da Massey em 15 de junho para realizar de um teste de fogo estático de motor único que foi conduzido no dia seguinte.  Em um novo teste no dia 18 de Junho, a S36 explodiu enquanto o propelente estava sendo carregado, resultando em danos graves ao local de teste da Massey. A análise inicial indicou que um COPV de nitrogênio localizado no cone do nariz do veículo explodiu abaixo de sua pressão nominal, o que por sua vez levou à destruição do veículo. Incêndios provocados pela explosão continuaram queimando no local de testes por várias horas.
Devido à perda da S36, a S37 foi espaçonave designada para o Voo 10, com a confirmação da remoção do adaptador de disparo estático da nave em 3 de agosto de 2025, já que a Nave 38 ainda não havia sido testada até aquele momento sob fogo estático.
A S37 foi avistada pela primeira vez em 8 de novembro de 2024 com seu tanque de cabeçote de Lox na Starfactory. O empilhamento da S37 começou em 26 de fevereiro de 2025 na Starfactory e foi transferida para o MB2 para empilhamento adicional em 15 de março de 2025, o que foi concluído em 15 de abril de 2025, totalizando 48 dias de empilhamento.  Em 22 de abril de 2025, a S37 foi retirada da mesa giratória de empilhamento do MB2 e colocada no suporte de trabalho central. Em 29 de maio, o S37 foi levado ao local de testes da Massey para testes criogênicos. Após concluir esses testes, ele retornou ao MB2 em 4 de junho.Em 28 de julho, a S37 foi levada ao local de lançamento para um disparo estático, A S37 abortou uma tentativa de fogo estático com um único motor em 30 de julho.  O teste foi concluído no dia seguinte, seguido por um teste de fogo estático de seis motores em 1º de agosto. Ela retornou ao MB2 em 3 de agosto, onde um Raptor Vacuum foi substituído em 5 de agosto. Ela foi levada para a Plataforma 1 em 11 de agosto para testes adicionais do motor. A primeira tentativa de teste foi abortada em 12 de agosto, com a segunda tentativa resultando em um spin prime em 13 de agosto.

O Booster 16 realizou um teste criogênico em 28 de fevereiro,  antes de retornar ao local de produção em 20 de março para instalação do motor.  O booster foi levado ao local de lançamento em 3 de junho de 2025 para testes de queima estática. Em 5 de junho, o veículo começou a ser abastecido com propelente para o teste de queima estático, entretanto o teste foi abortado logo após o propulsor ter concluído o carregamento de propelente, com o tanque sendo descarregado em seguida. O teste de queima estática só foi realizado com sucesso em 6 de junho, com duração de 8 segundos. Depois disso o veículo foi levado para o MB1 no dia 8 de junho.

### Impactos dos Voos anteriores no lançamento
A SpaceX vem sofrendo de uma sucessão de falhas nos testes de voos desde o Voo 7. 
Durante o voo 7 da Starship, no dia 16 de janeiro de 2025, dados iniciais indicaram que um incêndio ocorreu no meio do voo, resultando na destruição do veículo. O incêndio foi causado por um problema no sistema de propelente e a investigação identificou melhorias a serem implementadas nos sistemas de alimentação e ventilação, e ajustes no motor Raptor. As falhas resultaram numa investigação da FAA que atrasou o teste de voo 8.
Durante o voo 8 da Starship, 4 motores desligaram aproximadamente 30 segundos antes do SECO planejado, o que resultou na perda de controle, telemetria, e posteriormente uma queima do veículo.  A FAA abriu uma investigação a respeito do acidente,   No dia 22 de maio, a FAA determinou que a falha do Voo 8 não impactou a segurança pública. Além de conduzir testes de disparo estático do Ship e do Booster em Starbase, a SpaceX testou exaustivamente motores individuais Raptor 2 por durações mais longas em sua instalação de McGregor para abordar e mitigar os problemas encontrados no Voo 8, entre outros testes.
Durante o voo 9, a Starship obteve velocidade orbital, porém houve perda do controle de altitude cerca de 40 minutes após o lançamento, que ocasionou na desintegração do veículo durante a reentrada.   No dia 30 de maio, a FAA ordenou que a SpaceX conduzisse uma investigação sobre o voo 9.  Não se sabe, até o momento, se a falha no teste de voo 9 pode afetar o cronograma dos testes seguintes.

## Perfil da Missão
O perfil da missão do Voo 10 é quase idêntico ao do Voo 9, com quase todos os mesmos objetivos. O Booster 16 está planejado para testar uma inversão direcional na separação de estágios e um cenário de queima de pouso com motor desligado, com o motor central intencionalmente desabilitado sendo substituído. O propulsor 16 então pairará sobre a superfície do oceano antes de cair no Golfo do México em seu voo inaugural. O propulsor descerá em um ângulo de ataque menos extremo do que o propulsor 14-2 no voo anterior.  A S37 está planejada para implantar 8 simulacros de massa Starlink, e também deve realizar um teste de reacendimento do motor Raptor no espaço. A amerrissagem está prevista para o Oceano Índico.

### Cronograma de voo
| Hora      | Evento                                                                                     | 24 de agosto de 2025 |
| --------- | ------------------------------------------------------------------------------------------ | -------------------- |
| −01:15:00 | Diretor de voo realiza uma votação e verifica se o carregamento de propelente está pronto. | Planejado            |
| −00:53:00 | Início do carregamento de combustível (metano líquido) da Starship                         | Planejado            |
| −00:45:20 | Início do carregamento de oxidante (oxigênio líquido) da Starship                          | Planejado            |
| −00:41:37 | Início do carregamento de combustível Superheavy (metano líquido)                          | Planejado            |
| −00:35:52 | Início do carregamento de oxidante Superheavy (oxigênio líquido)                           | Planejado            |
| −00:19:40 | Resfriamento dos motores Superheavy e Starship                                             | Planejado            |
| −00:03:20 | Carregamento de propelente Starship concluído                                              | Planejado            |
| −00:02:50 | Carregamento de propelente Superheavy concluído                                            | Planejado            |
| −00:00:30 | Diretor de voo verifica a autorização para o lançamento                                    | Planejado            |
| −00:00:10 | Ativação do defletor de chamas                                                             | Planejado            |
| −00:00:03 | Ignição do motor Super Heavy                                                               | Planejado            |
| +00:00:02 | Decolagem                                                                                  | Planejado            |
| +00:01:02 | Max Q (momento de pico de estresse mecânico no foguete)                                    | Planejado            |
| +00:02:36 | Desligamento da maioria dos motores do Super Heavy (MECO)                                  | Planejado            |
| +00:02:38 | Ignição do motor da Starship e separação de estágios                                       | Planejado            |
| +00:02:48 | Início da queima de retorno do Super Heavy                                                 | Planejado            |
| +00:03:38 | Desligamento da queima de retorno do Super Heavy                                           | Planejado            |
| +00:03:40 | Hotstaging                                                                                 | Planejado            |
| +00:06:20 | Início da queima do pouso do Super Heavy                                                   | Planejado            |
| +00:06:40 | Paralisação da queima do pouso do Super Heavy                                              | Planejado            |
| +00:08:57 | Corte do motor da Starship (SECO)                                                          | Planejado            |
| +00:18:27 | Início da demonstração de implantação dos satélites simuladores                            | Planejado            |
| +00:25:32 | Conclusão da demonstração de implantação dos satélites simuladores                         | Planejado            |
| +00:37:48 | Demonstração de relançamento do Raptor no espaço                                           | Planejado            |
| +00:47:29 | Reentrada atmosférica da Starship                                                          | Planejado            |
| +01:03:15 | A Starship é transônica                                                                    | Planejado            |
| +01:04:30 | A Starship é subsônica                                                                     | Planejado            |
| +01:06:14 | Inversão de pouso da Starship                                                              | Planejado            |
| +01:06:20 | Queima de combustível para pouso da Starship                                               | Planejado            |
| +01:06:30 | Starship amerrissagem                                                                      | Planejado            |
|           |                                                                                            |                      |